# Biserica reformată din Trei Sate (fostul sat Cioc)

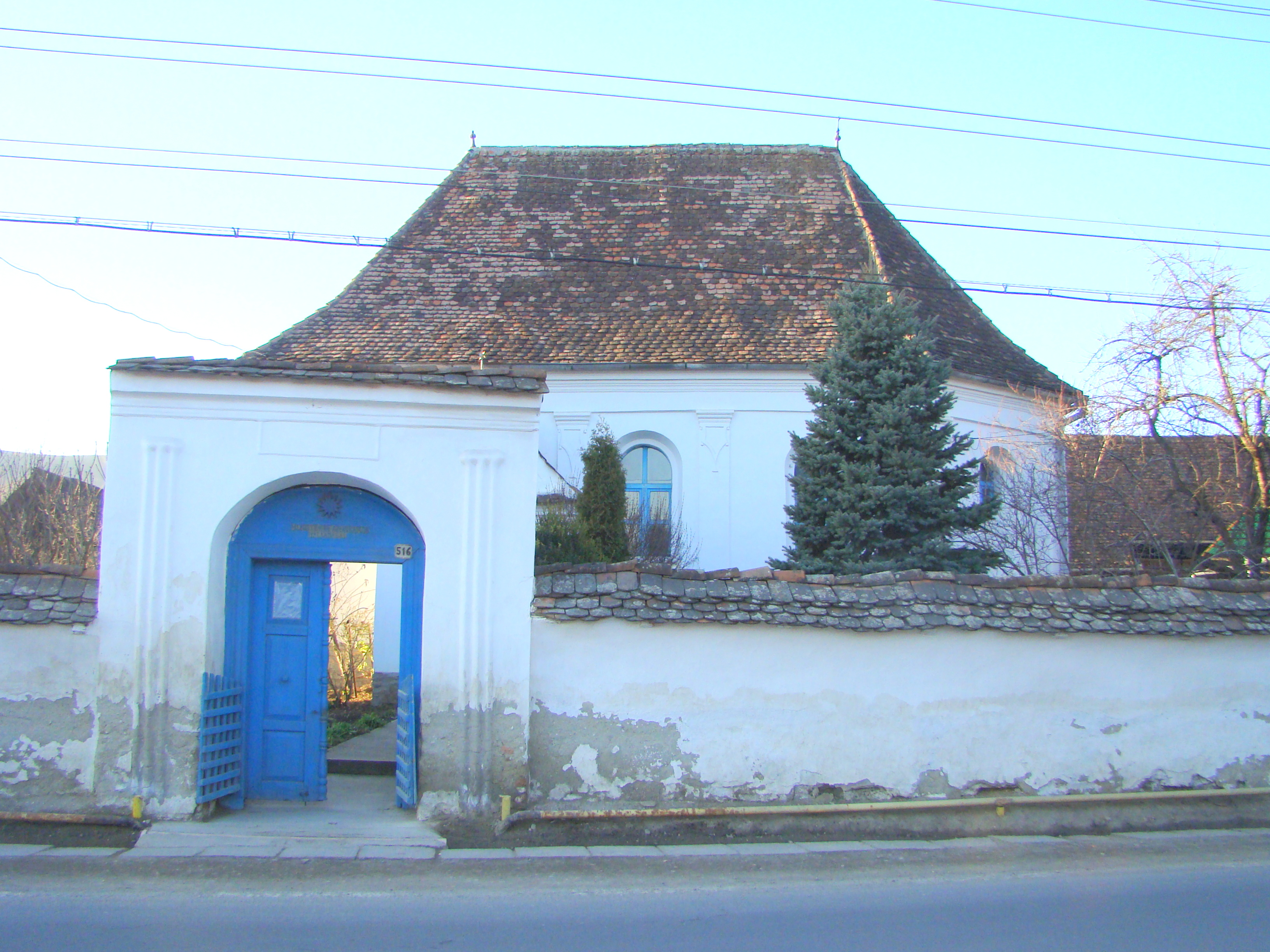
Biserica reformată din Trei Sate (fostul sat Cioc), comuna Ghindari, județul Mureș, foto: noiembrie 2016.

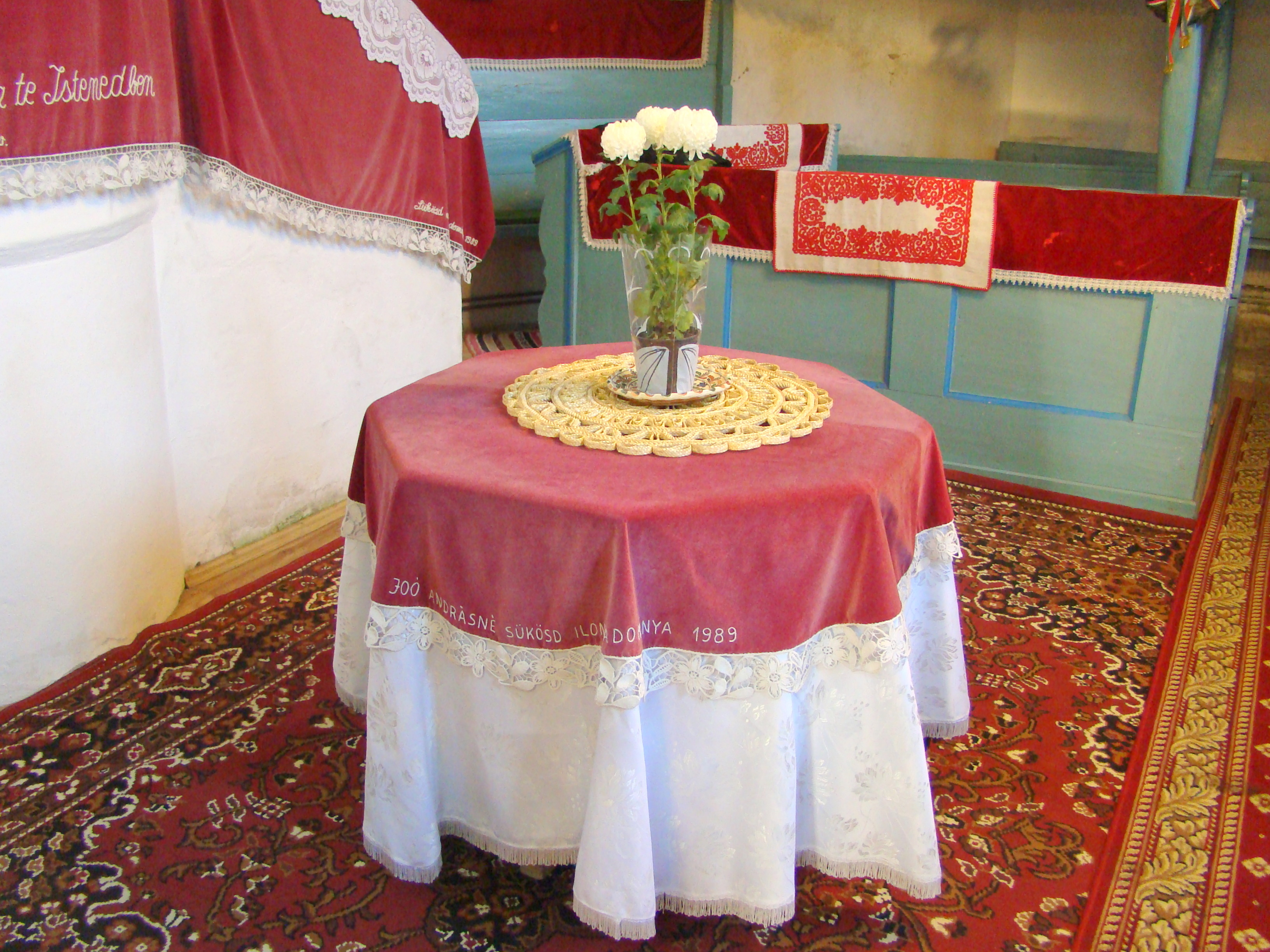
Masa Domnului

Biserica reformată din Trei Sate (fostul sat Cioc), comuna Ghindari, județul Mureș, datează de la începutul secolului  al XIX-lea. Este unul dintre cele cinci lăcașuri de cult ale comunității maghiare din localitate.

## Localitatea
Trei Sate (în maghiară Hármasfalu) este un sat în comuna Ghindari din județul Mureș, Transilvania, România. În așezare există trei biserici reformate, una unitariană, una romano-catolică și una greco-catolică. Cele trei biserici reformate funcționează ca biserici asociate cu drepturi și responsabilități egale. Actualul nume al satului este folosit de la mijlocul secolului XX, sugerând cele trei sate, în trecut de sine-stătătoare, reunite acum într-o singură localitate: Ștefănești (Székelyszentistván), Hotești (Atosfalva) și Cioc (Csókfalva).  

## Biserica
Biserica actuală a fost construită în anul 1806. Orga instalată în biserică a fost realizată în 1819 de constructorul de orgi Johannes Binder din Sighișoara pentru biserica unitariană din Bezid, fiind o donație pentru biserică din partea lui Kissolymosi Mátéfi István. Bezidenii și-au achiziționat o orgă nouă în 1885, cea veche fiind vândută bisericii reformate din Cioc în 1886. 
Clopotnița de lângă biserică datează din secolul al XIX-lea, clopotul fiind mai vechi, turnat în secolul al XVIII-lea.
Pastorii reformați care au slujit de-a lungul timpului în această localitate au fost: Ujiski József (1692-1694), Darószi Péter (1695-1712), Zágoni Andreás (1713-1716), Szentgenczi Zsigmond (1716-1721), Székely Sámuel (1756-1758), Székely Sámuel II. (1759-1764), Zilahi József (1764-1767), Sárközi József (1767-1769), Huszár Nándor (1770-1774), Huszti Sámuel (1774-1781), Décsei Pál (1782-1793), Szász György (1793-1797), Szabó György (1797-1804), Muzsnai Kis József (1803-1815), Muzsnai Sámuel (1815-1833), Sóváradi Szöcs István (1833-1839), Nemes Elek (1839-1849), Nemes Sándor (1849-1901), Péter Gerő (1903-1904), Farkas János (1905-1907), Kovács Áron (1907-1908), Györke János (1908-1909), Györke János (1909-1942), Csia Kálmán (1943-1944), Tar Ferenc (1944-1945), Szabó Béla (1947-1964), Dávid Lajos (1964-1972), Fülöp Dénes (1972-1977), Vinczelér Gábor (1977-1981), Fülöp Ernő (1981-1989), Kiss Dénes (1989–). 

## Imagini

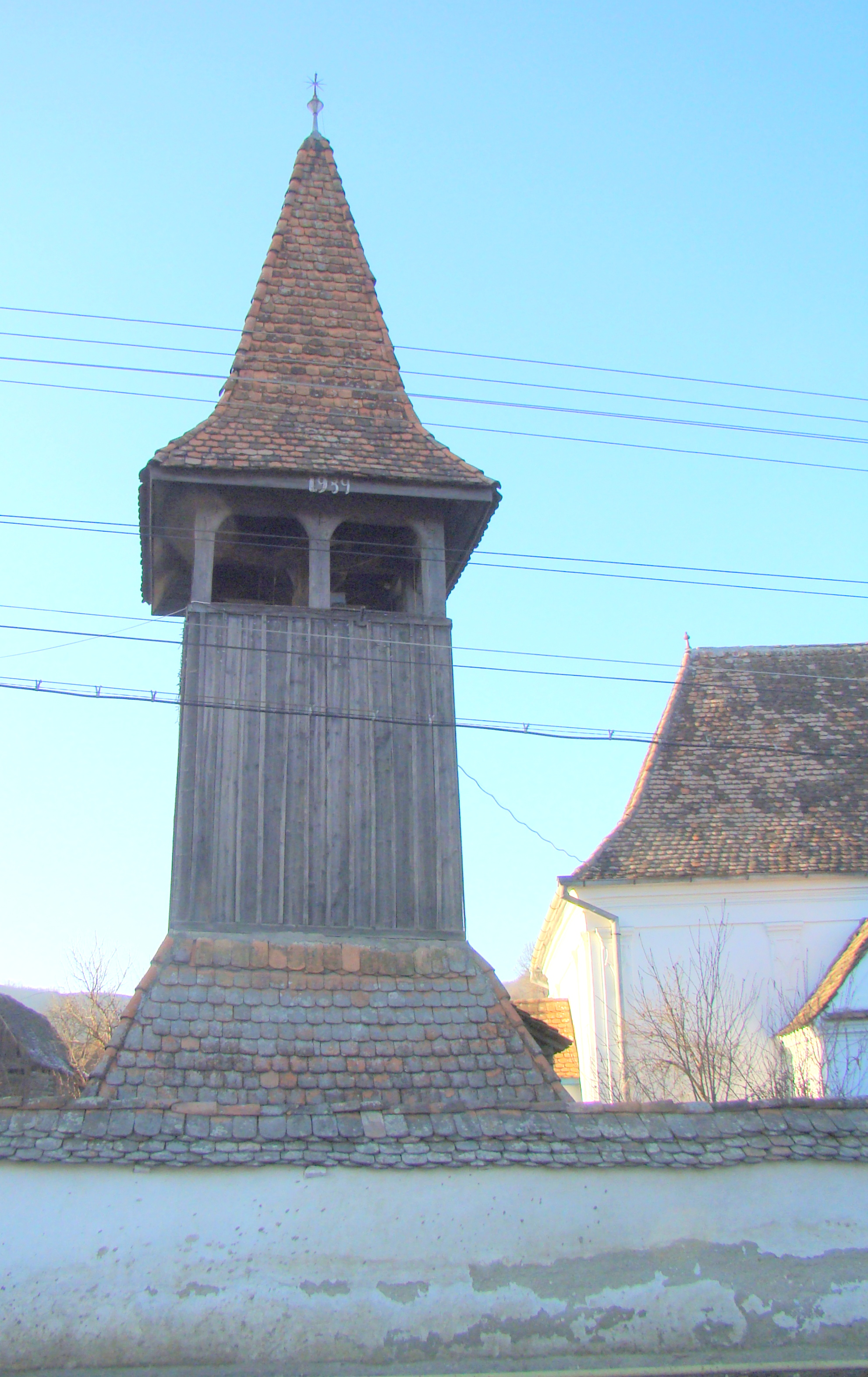
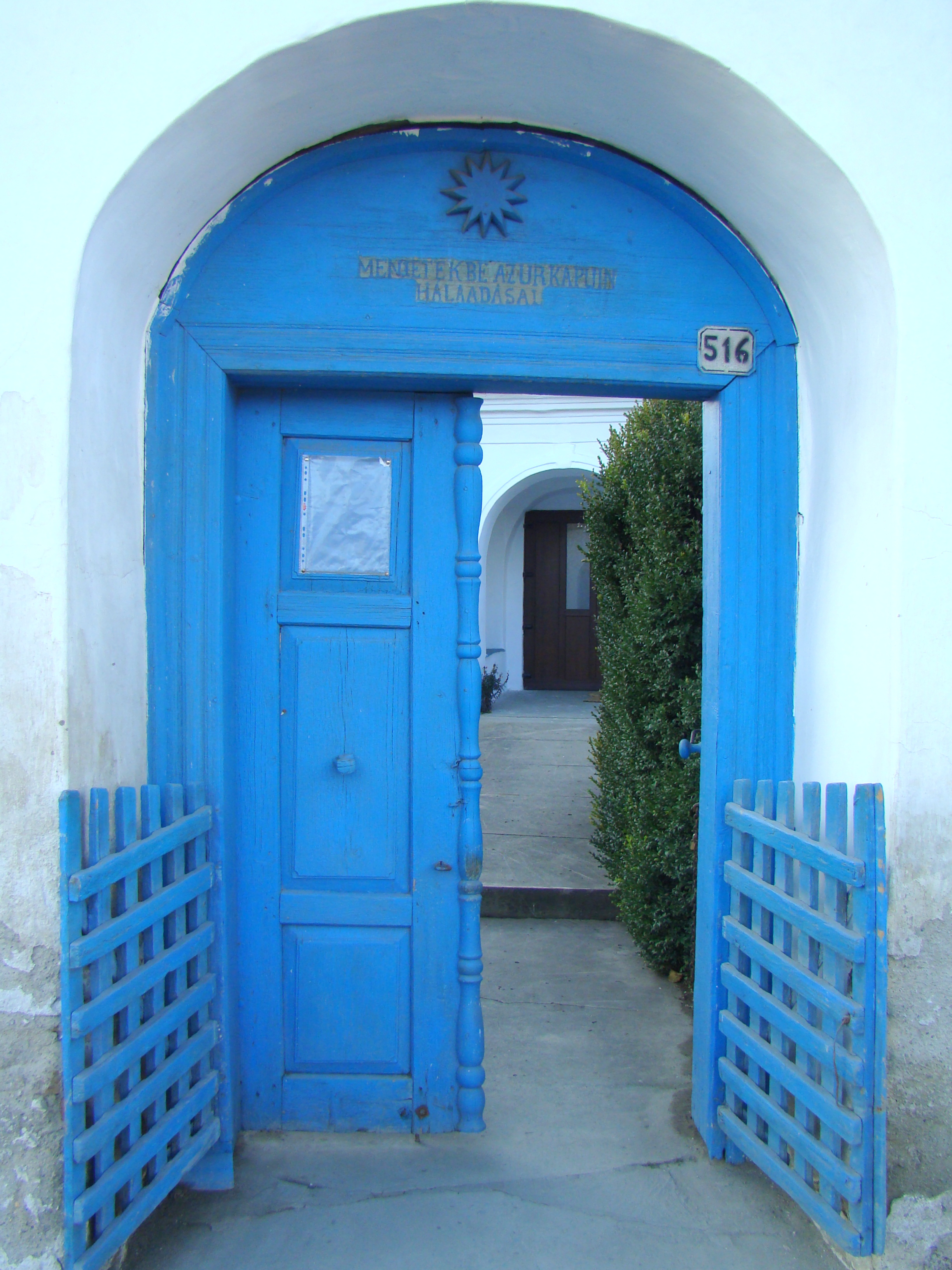
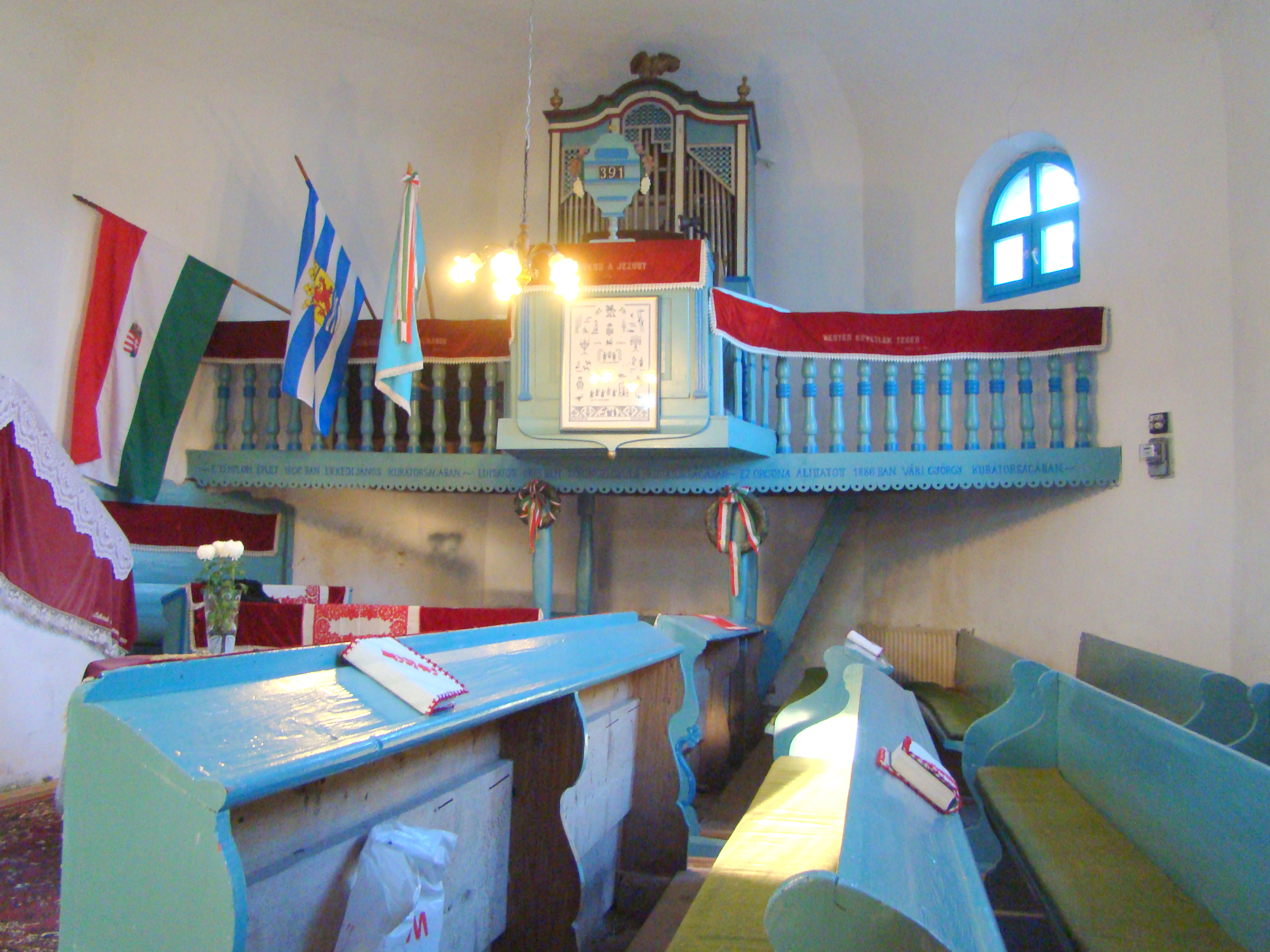
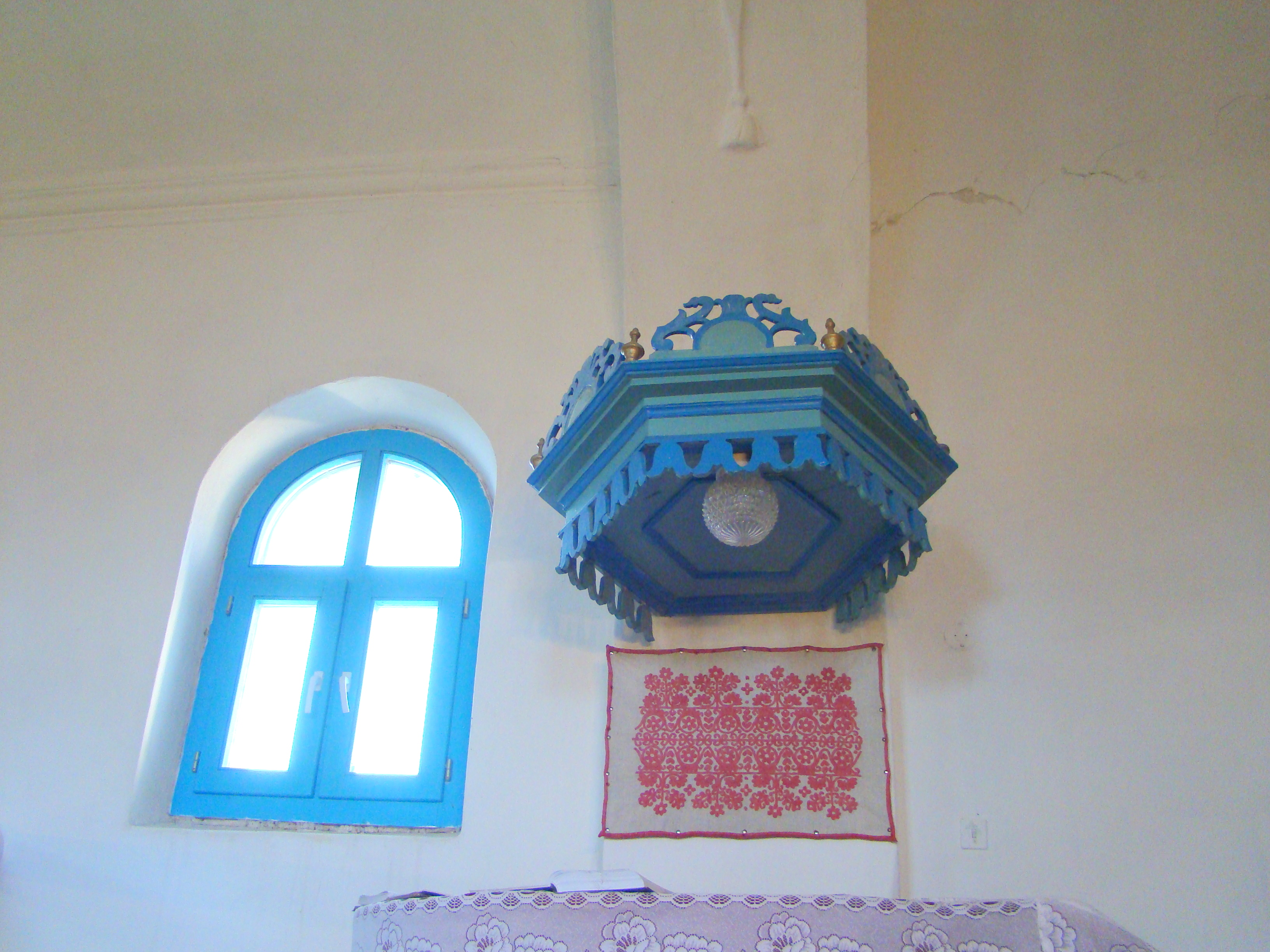
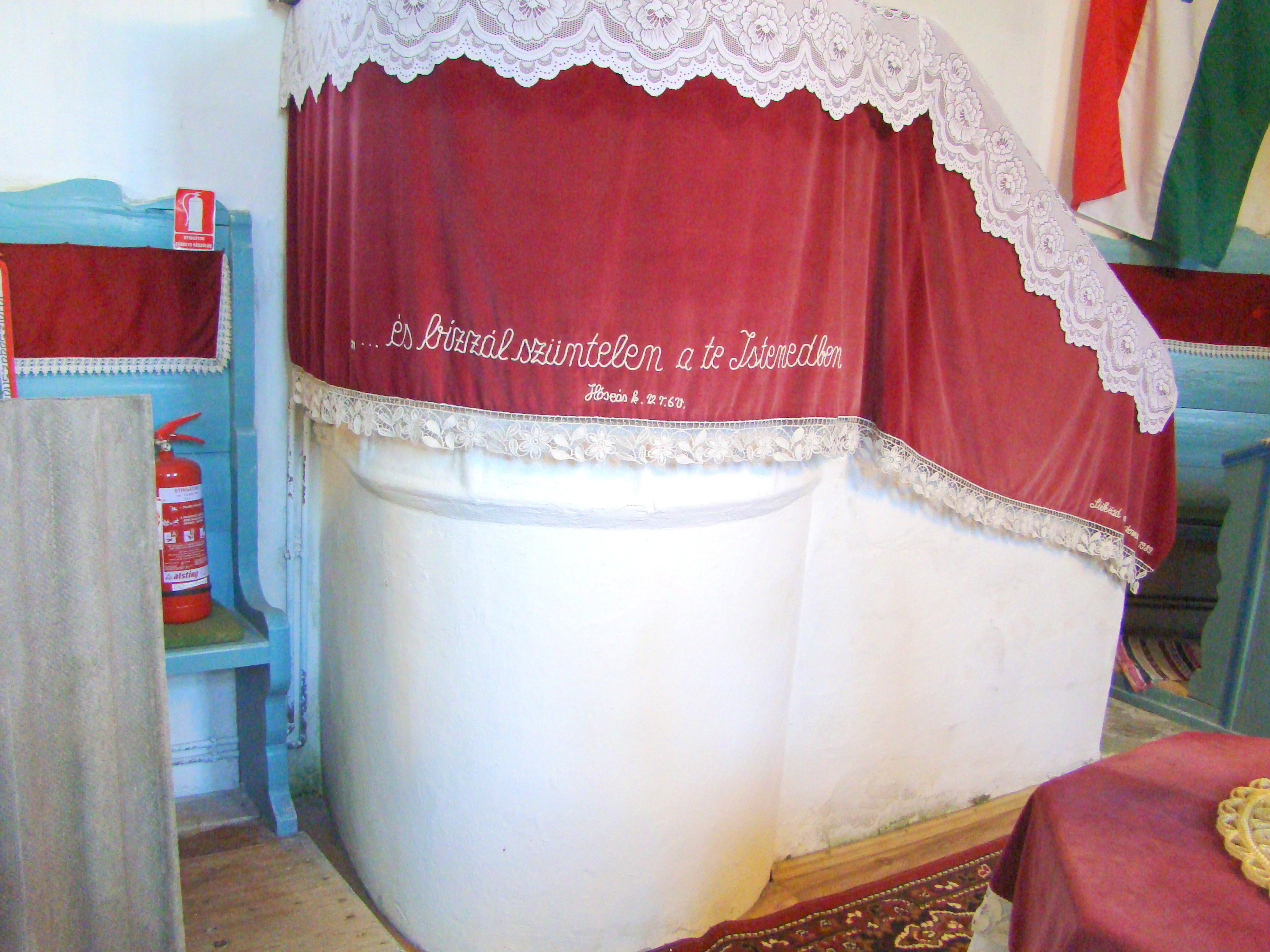
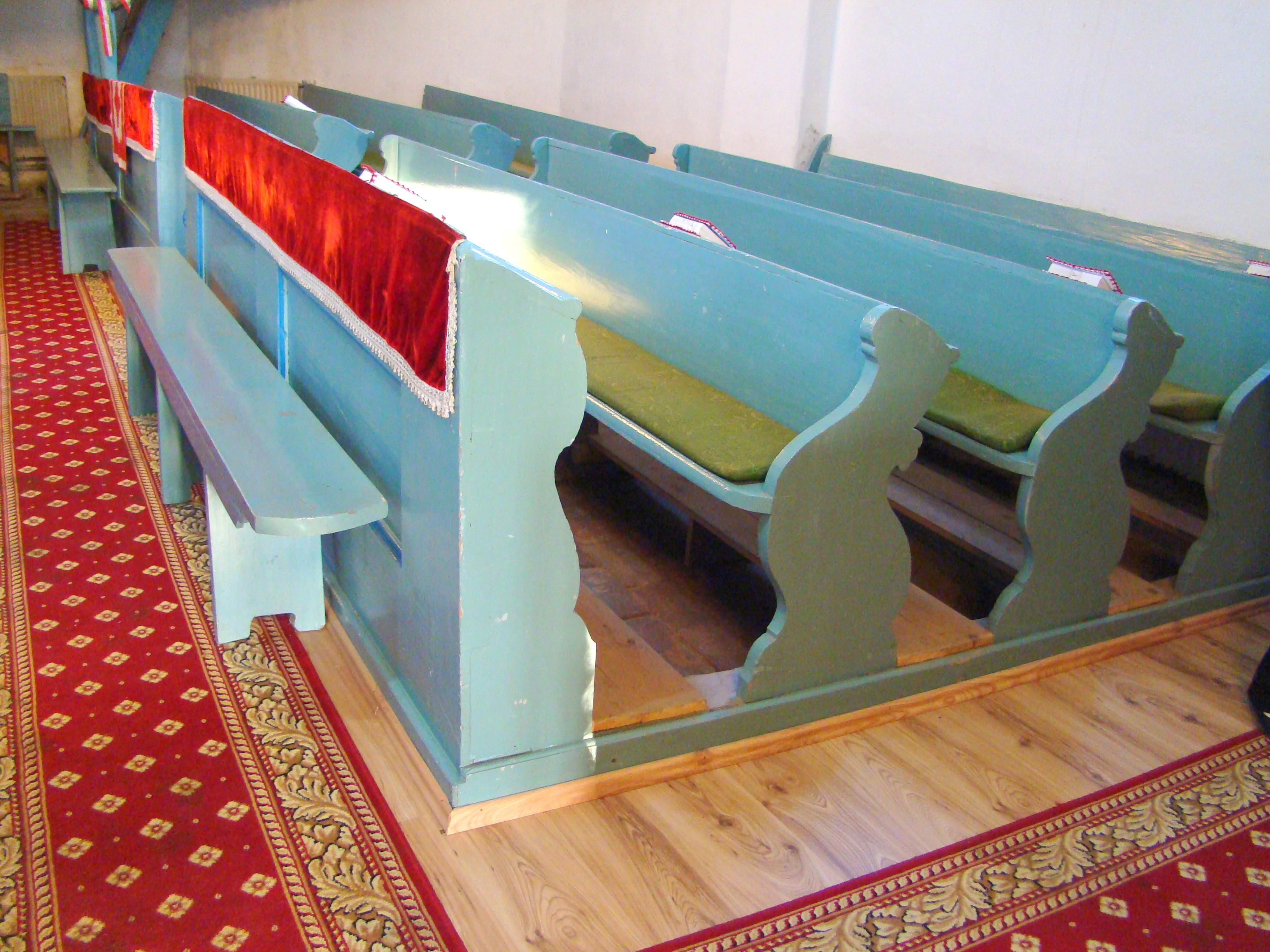
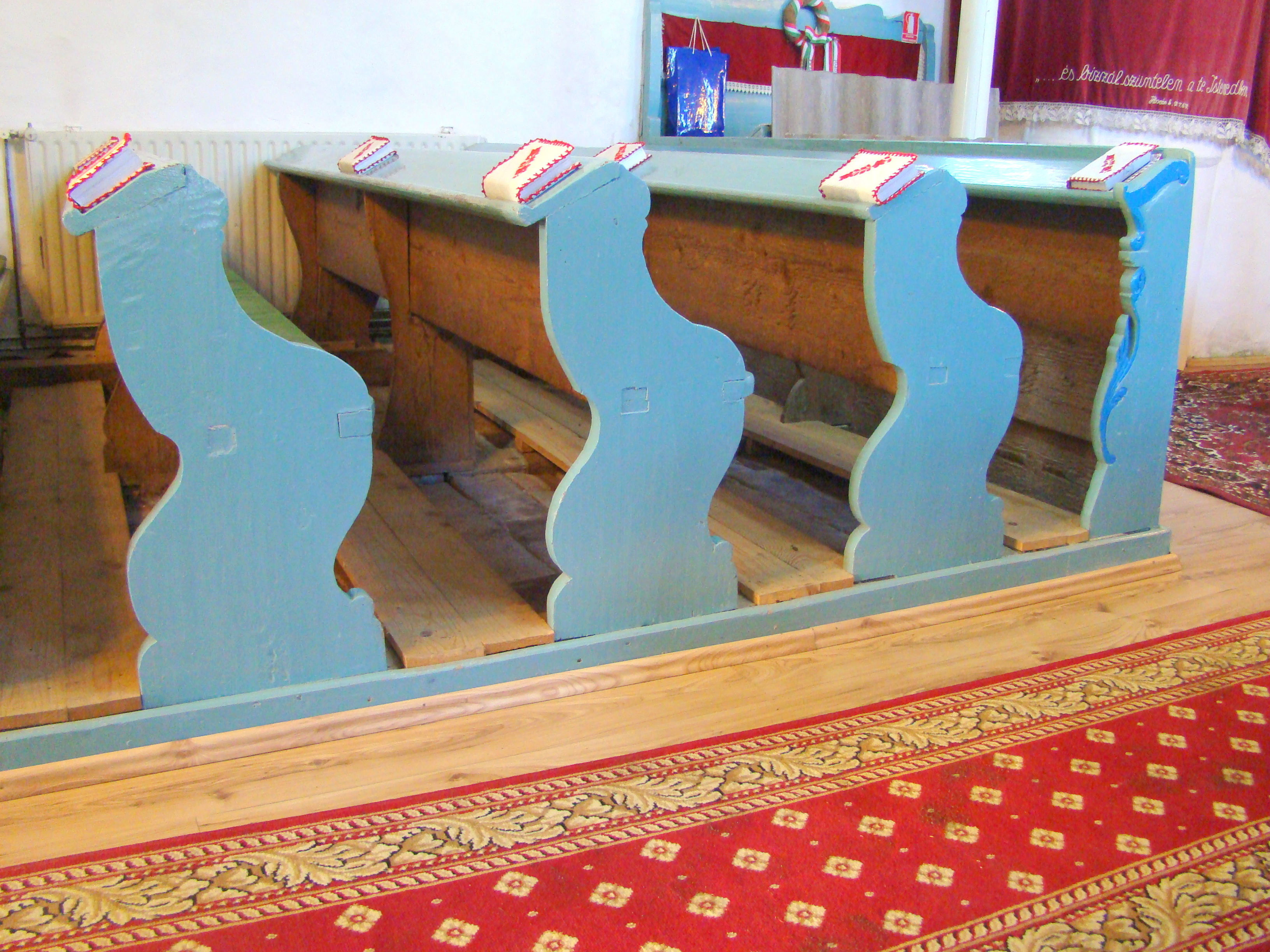
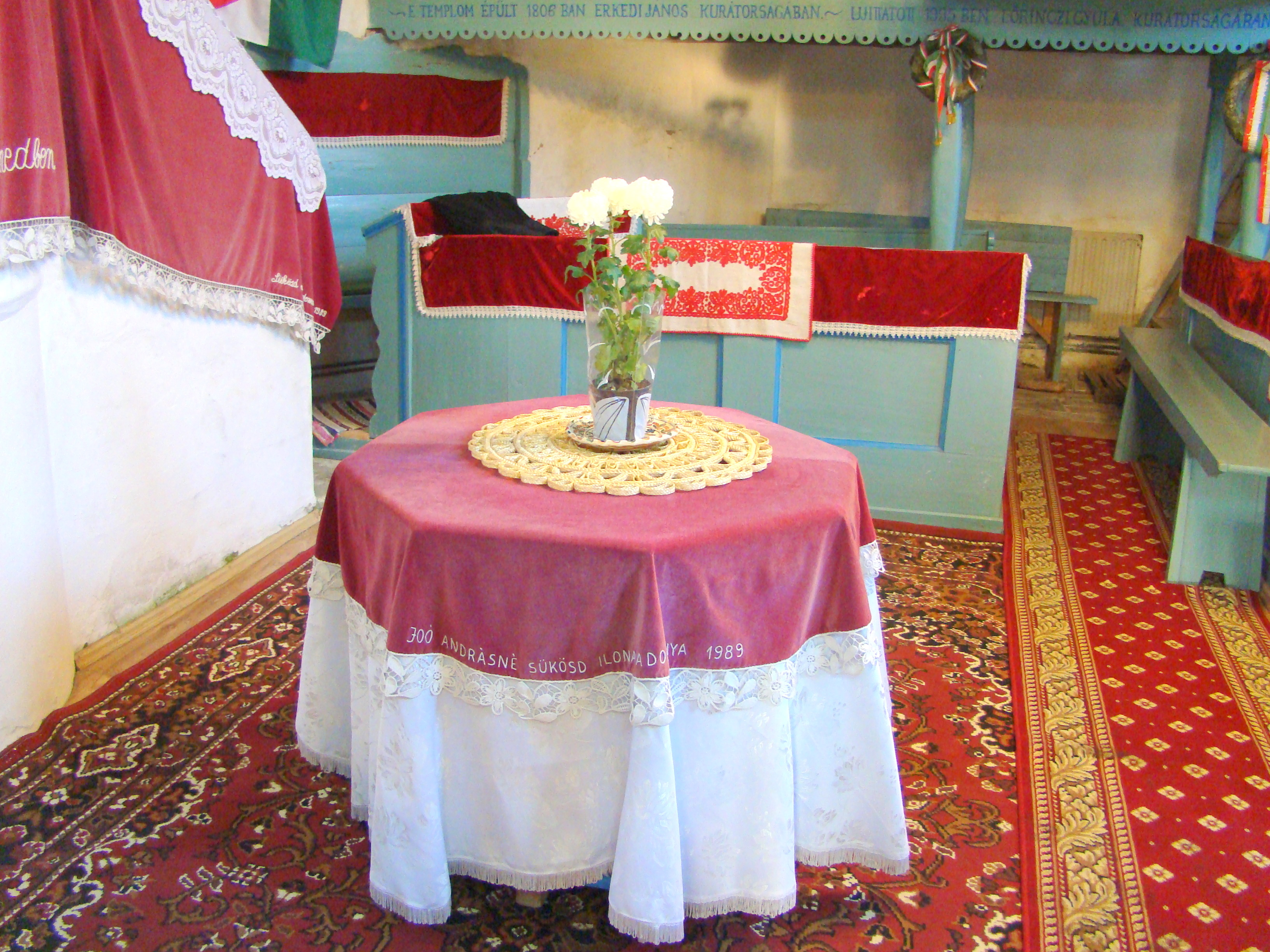
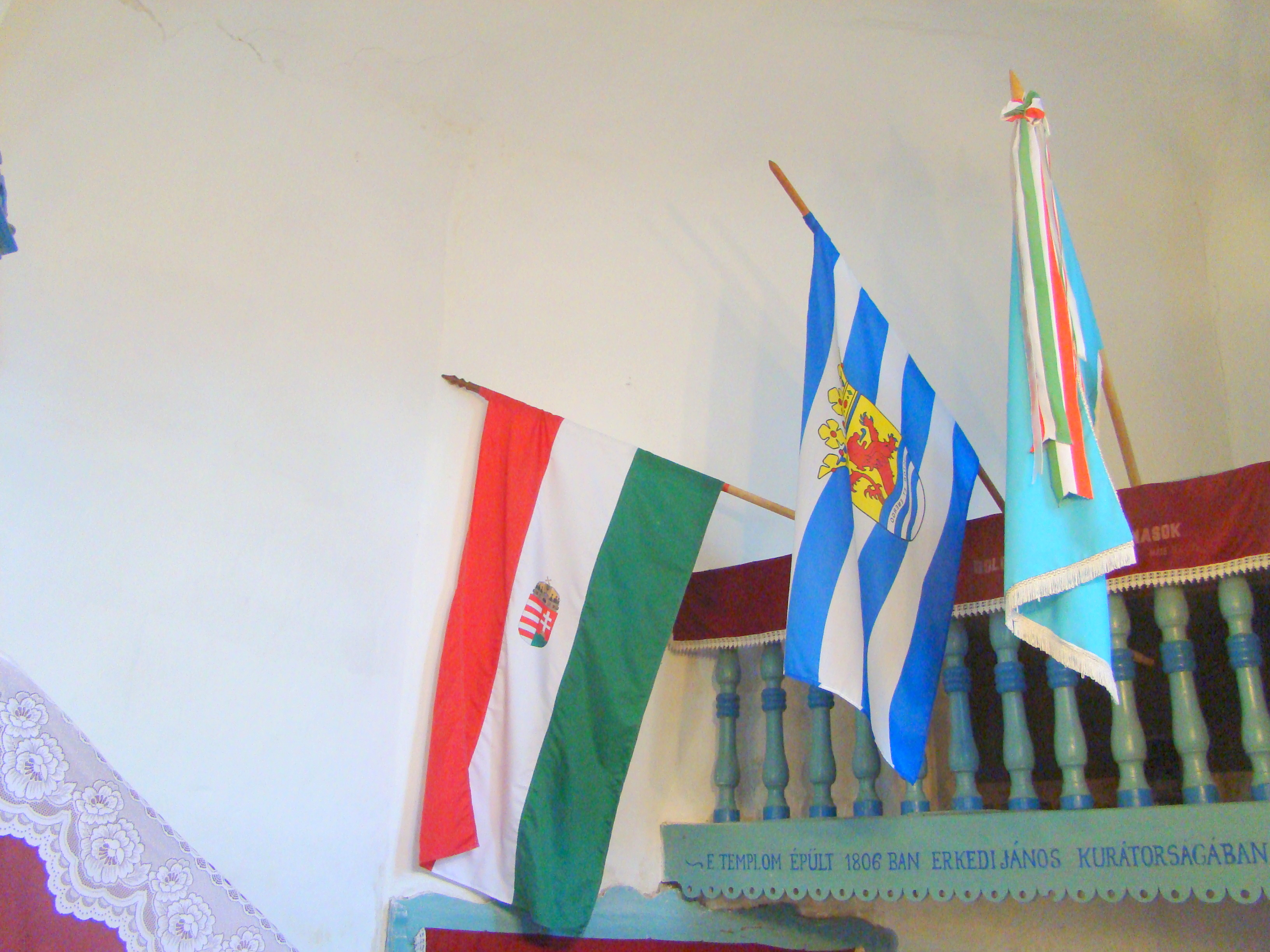
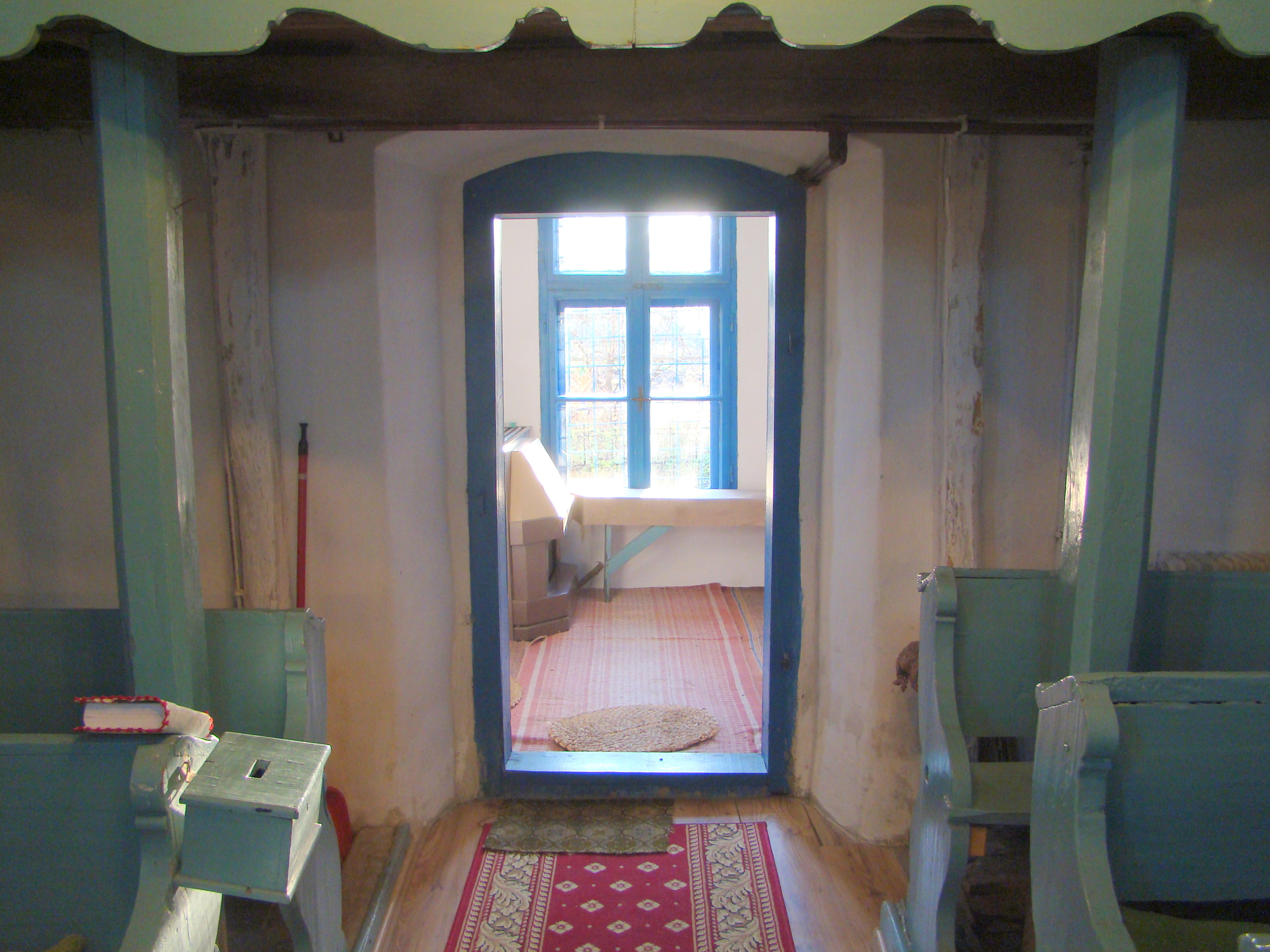
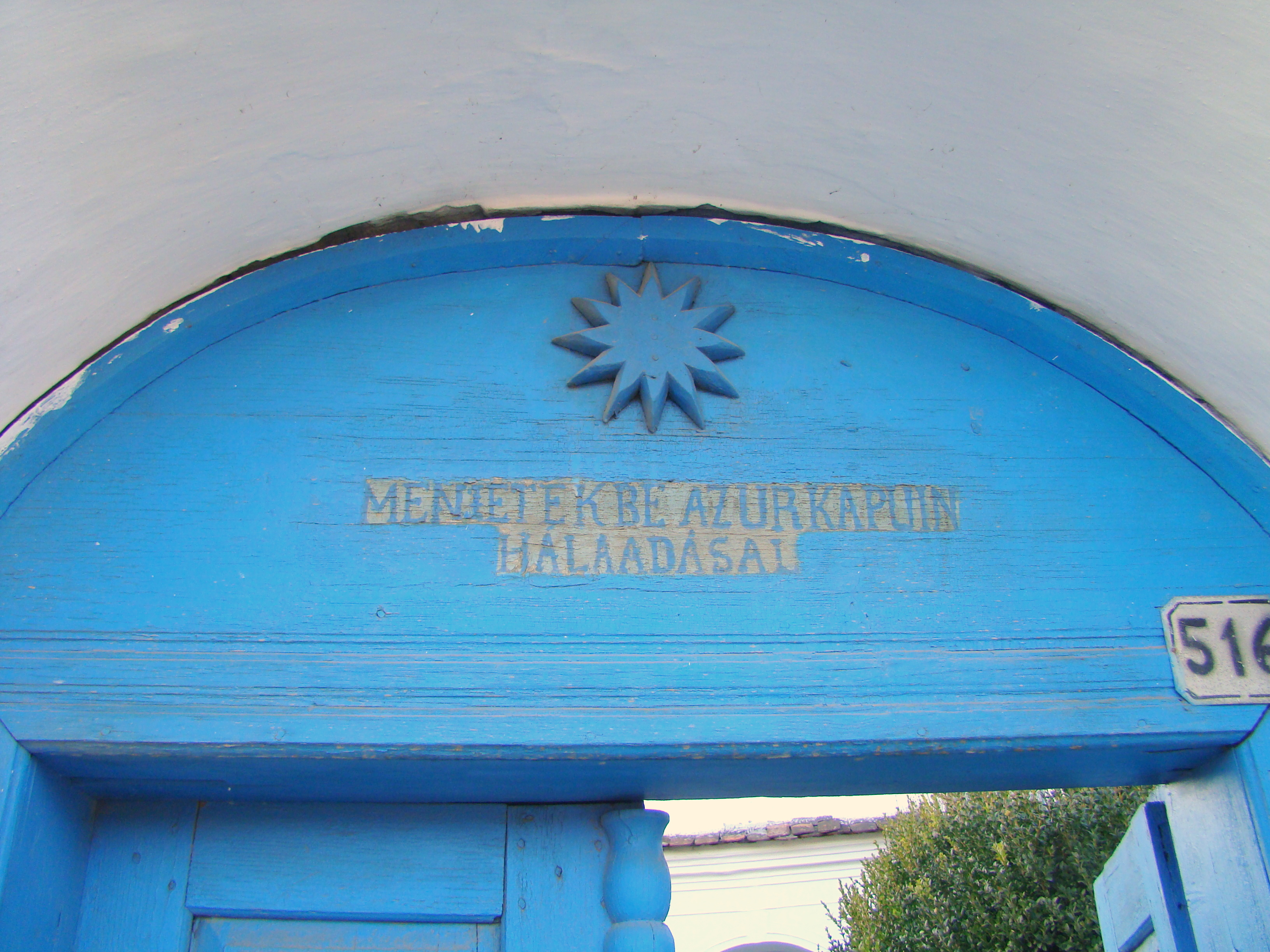
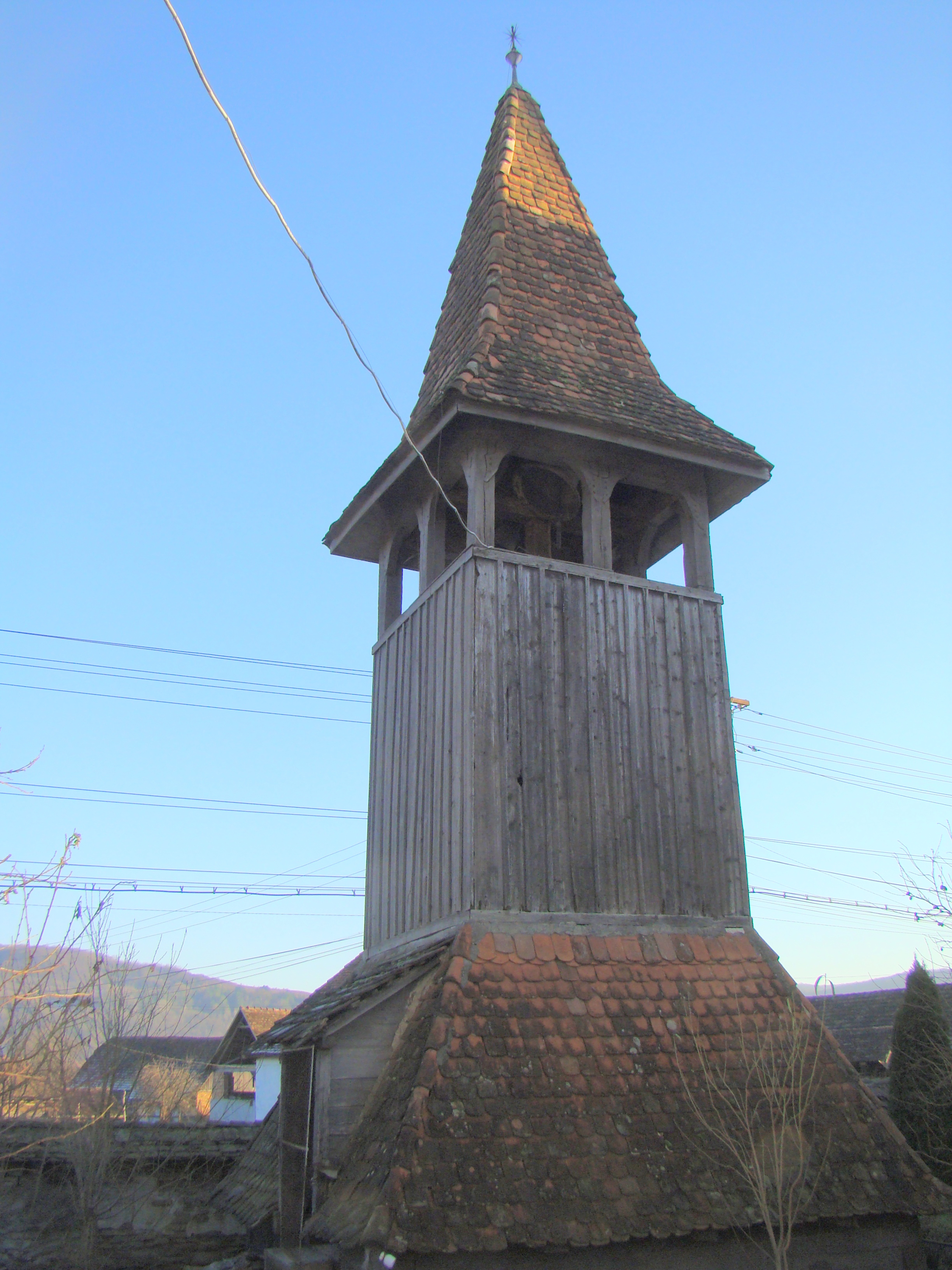

## Vezi și
- Trei Sate, Mureș